# Rue Albert-Guilpin
La rue Albert-Guilpin est une voie de circulation se trouvant à Gentilly dans le Val-de-Marne.

## Situation et accès

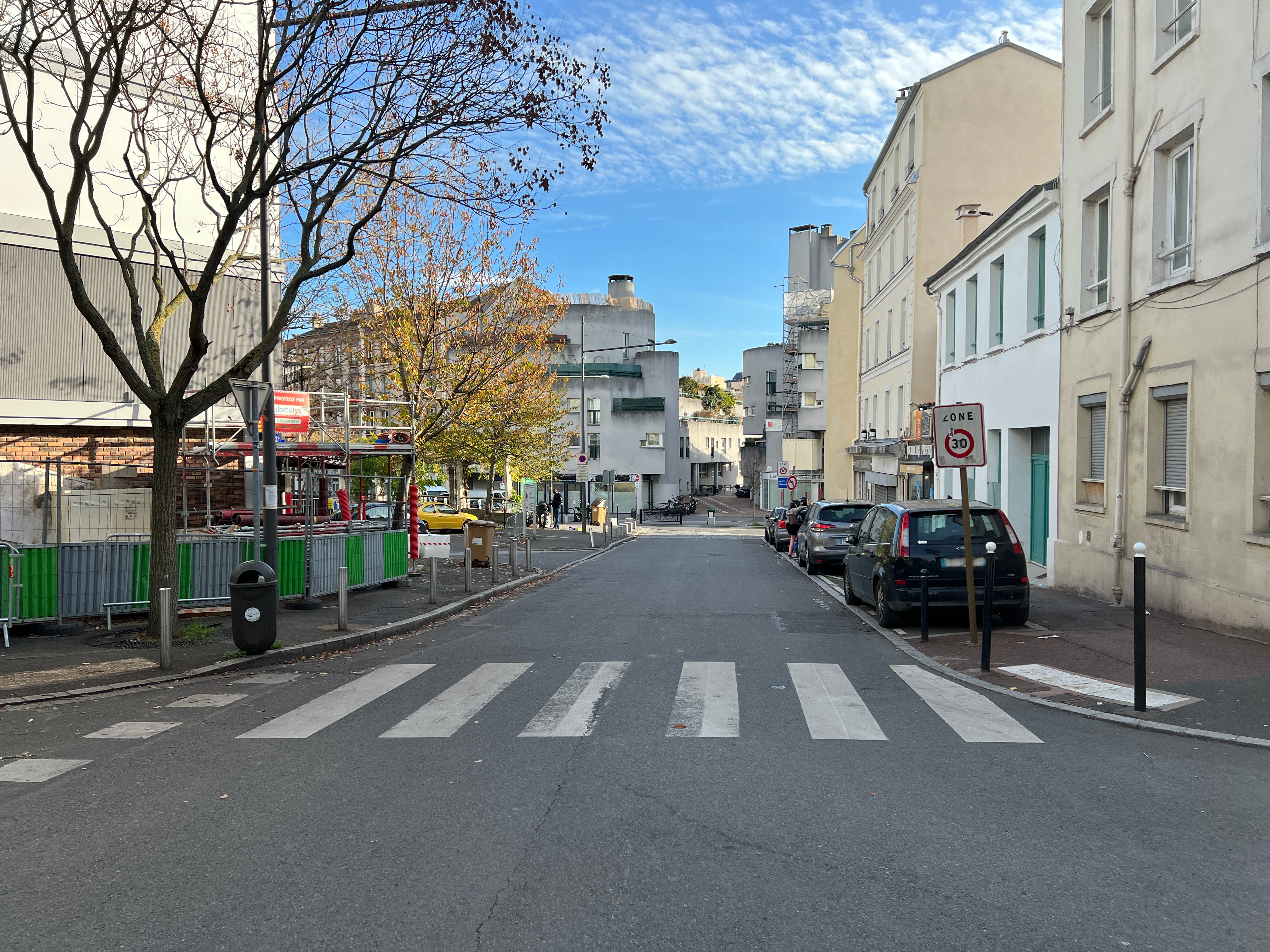
Rue Albert-Guilpin.

Elle se termine au sud, à un carrefour avec la rue Charles-Frérot, qui s'appelait place de la Fontaine.
La rue Albert-Guilpin est desservie par la gare de Gentilly.

## Origine du nom

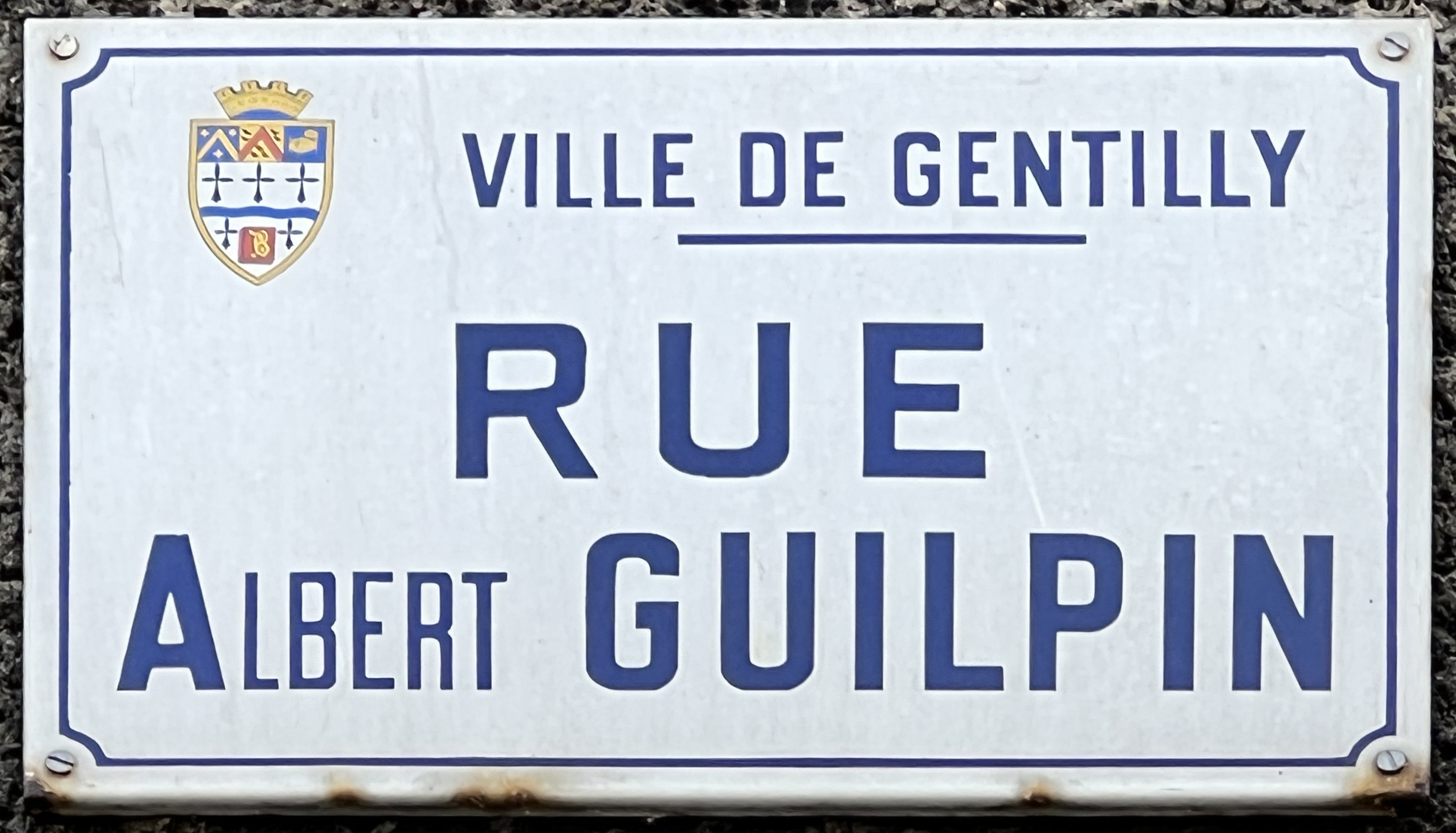
Plaque Rue Albert-Guilpin.

Cette rue s'appelait autrefois rue de la Glacière. Quelques dizaines de mètres au nord se trouve toujours une allée de la Glacière dans le cimetière de Gentilly. Elle connut aussi le nom de rue du Miroir.
Elle tient son nom actuel d'Albert Guilpin, né le 3 août 1903 à Paris, mort à Châteaubriant ; employé communal ; militant communiste.

## Historique
La rue Albert-Guilpin figure parmi les clichés de la série photographique 6 mètres avant Paris réalisée en 1971 par Eustachy Kossakowski, et qui représente les cent-cinquante-neuf rues pénétrant dans Paris, centrant la prise de vue sur le panneau de signalisation de l'entrée dans la capitale. 

## Bâtiments remarquables et lieux de mémoire
- Au no 9, des édifices à cour commune recensés à l'inventaire général du patrimoine culturel[6].
- Au no 1, une maison recensée au même inventaire[7].